# آن ماري مارتن
آن ماري مارتن هي كاتبة سيناريو وممثلة كندية، ولدت في 11 نوفمبر 1957 بتورونتو في كندا.

## أعمال

### أفلام
- (1981) هالوين 2

## وصلات خارجية
- آن ماري مارتن على موقع IMDb (الإنجليزية)
- آن ماري مارتن على موقع ألو سيني (الفرنسية)
- آن ماري مارتن على موقع أول موفي (الإنجليزية)
- آن ماري مارتن على موقع قاعدة بيانات الأفلام السويدية (السويدية)
- آن ماري مارتن على موقع قاعدة بيانات الفيلم (الإنجليزية)
- آن ماري مارتن على موقع كينوبويسك (الروسية)